# ميكي إيفانز (لاعب كرة قدم)
ميكي إيفانز (بالإنجليزية: Mickey Evans)‏ (4 يونيو 1947 في المملكة المتحدة - ) هو مدرب كرة قدم ولاعب كرة قدم بريطاني في مركزي الدفاع وقلب الدفاع. لعب مع نادي ريكسهام ووولفرهامبتون واندررز.

## وصلات خارجية
- ميكي إيفانز على موقع قاعدة بيانات كرة القدم.إي يو (الإنجليزية)